# ドイツ皇帝博愛記念碑
ドイツ皇帝博愛記念碑（ドイツこうていはくあいきねんひ）は、沖縄県宮古島漲水にある石碑である。1876年、ドイツ帝国皇帝ヴィルヘルム1世が平良市に設置した。

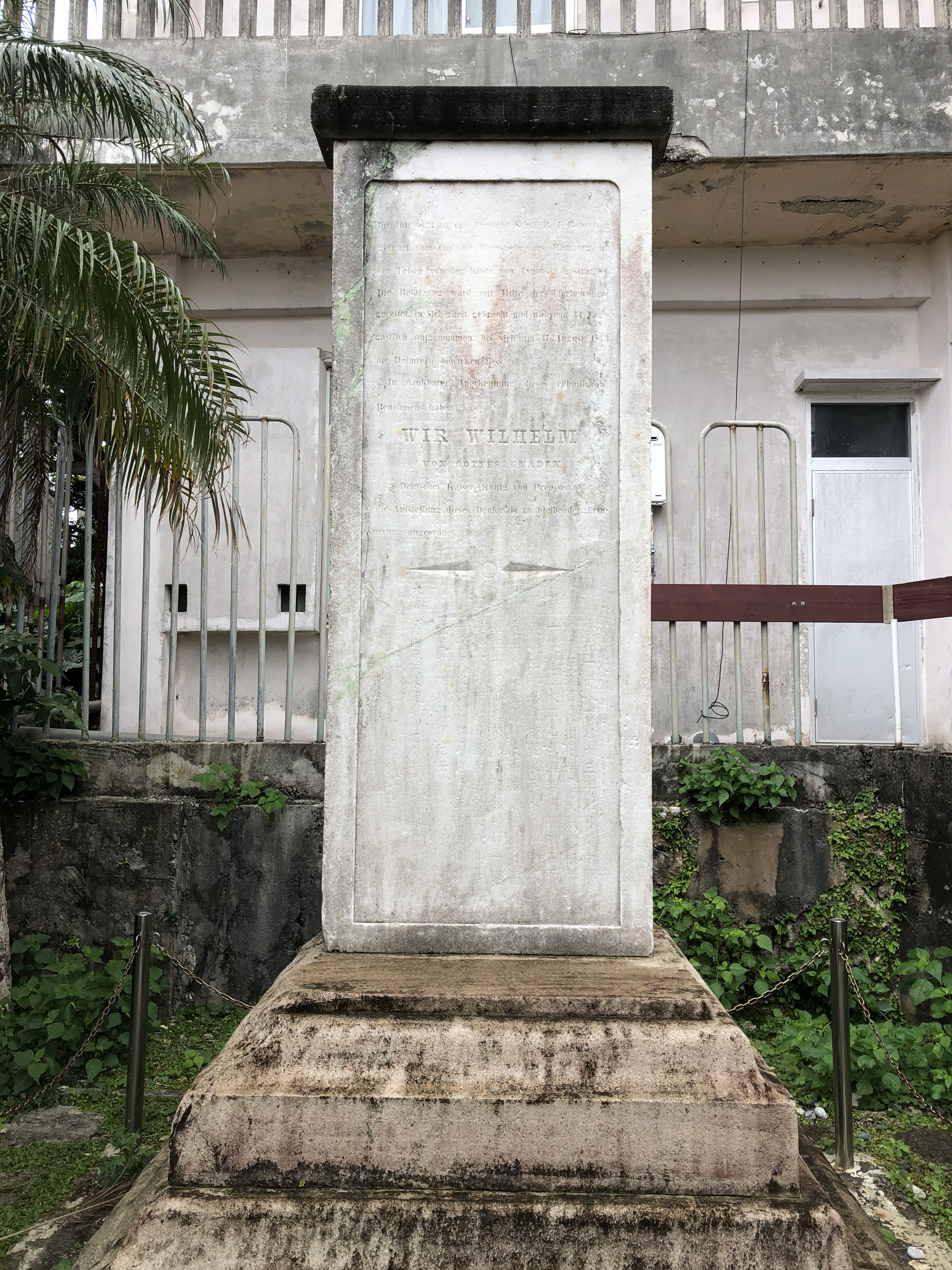
ドイツ皇帝博愛記念碑

## 歴史
1873年、ドイツのスクーナー船「R. J. Robertson」が琉球王国宮古島上野村の沖合で難破した。地元の島民は、乗組員を救ってその世話をした。島民への贈り物として、そしてドイツの軍艦が琉球海域に入る言い訳として、ヴィルヘルム1世は1876年に平良市にこの記念碑を建てた。
記念碑には以下のように書かれてある（ドイツ語）。
Im Juli 1873 ist das Deutsche Schiff R. J. Robertson geführt vom Capitän Hernsheim aus Hamburg an den Felsen vor der Küste von Typinsan gestrandet. Die Besatzung ward mit Hilfe der Uferbewohner gerettet, in Sicherheit gebracht und während 31 Tage gastlich aufgenommen, bis sich am 17. August 1873 die Heimreise bewirken liess. In dankbarer Anerkennung dieses rühmlichen Benehmens haben WIR WILHELM VON GOTTES GNADEN Deutscher Kaiser, König von Preussen die Aufstellung dieses Denkmals in bleibender Erinnerung angeordnet.
日本が琉球王国を併合した後、日本はこの記念碑を日独友好の歴史の証拠として扱い、1936年に「獨逸商船遭難の地」と書かれた二つ目の記念碑を難破船の現場の近くに建てた。1987年、記念碑の周辺に上野ドイツ文化村が建設された。